# Chapamaco
Los Chapamacos fueron una etnia indígena del estado de Texas  que habitaba entre el triángulo formado por la Misión de San Antonio, la Misión de San Bernardo y la Misión de San Juan Bautista.
Según los especialistas, los chapamacos hablaban Coahuilteco.

## Historia
Cuando los españoles llegaron, los Jesuitas evangelizaron la zona y fundaron tres misiones en la región, la Misión de San Antonio, la Misión de San Bernardo y la Misión de San Juan Bautista, en la primera se registraron en 1730, 2 mujeres indígenas procedentes de esta etnia, en la segunda misión se registró un hombre y en la última fueron 2 hombres chapamacos los registrados.